# باتا (سيف)
سيف الباتا (بالمراثية: मांडपत्ता) هو سيف، نشأ من شبه القارة الهندية ، مع مقبض كروي مدمج لحماية اليد.  غالبًا ما يشار إليه في اللغة الماراثية الأصلية باسم ديندبار ، ويُطلق عليه عادةً اسم سيف القفاز باللغة الإنجليزية.

## وصفه

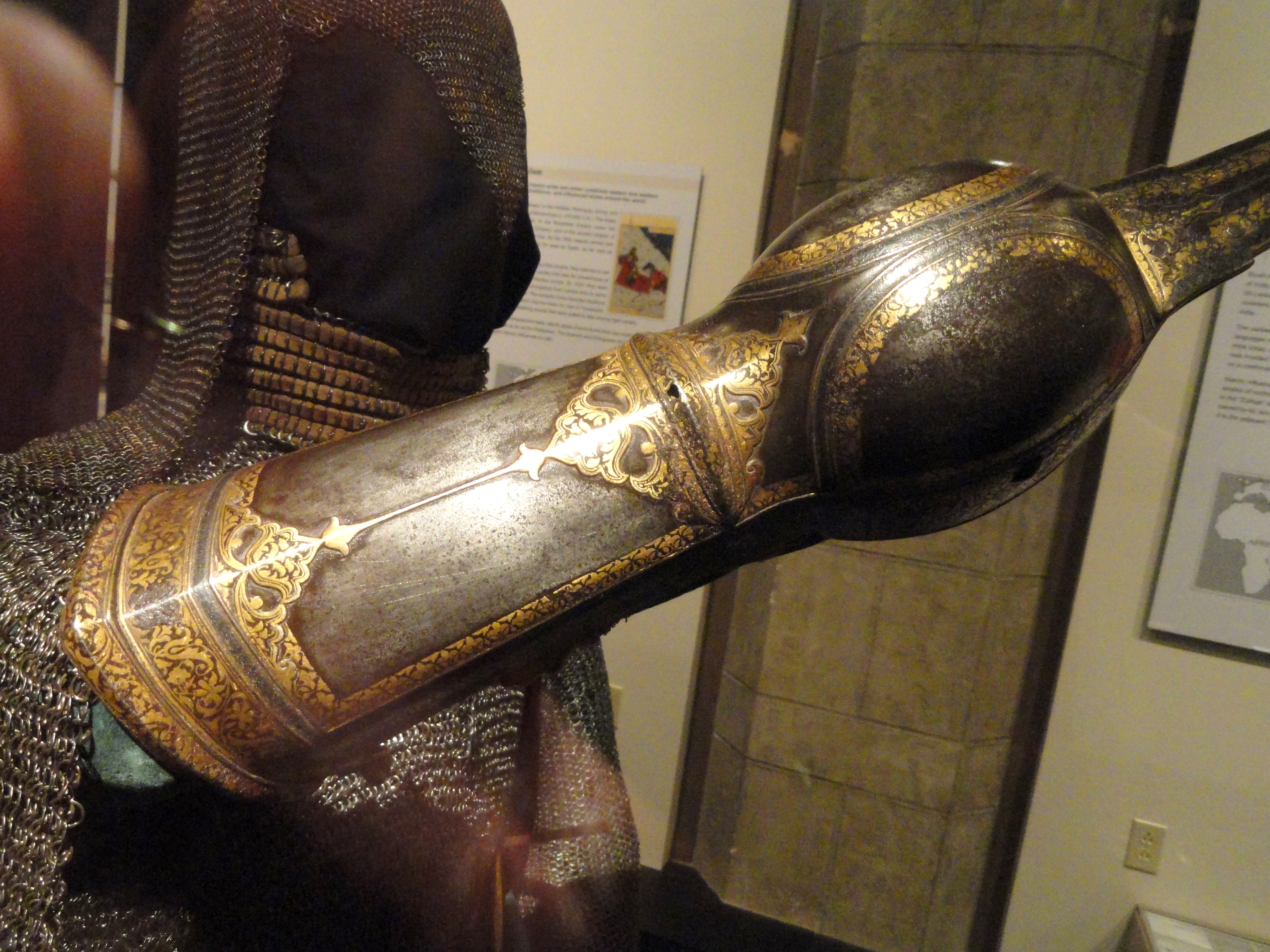
مقبض باتا منقوش

تحتوي الباتا على نصل طويل مستقيم يتراوح طوله من 10 إلى 44 بوصة (25 إلى 112 سم). تم تصنيع الشفرات محليًا على يد حرفيين محليين.
السمة المميزة للباتا هي المقبض الذي يأخذ شكل نصف قفاز، وعادة ما يكون الجزء الداخلي منه مبطنًا. يتم ربط المقبض بالشفرة بواسطة أذرع زخرفية تمتد للأمام على جانبي الشفرة.
يحتوي المقبض أيضًا على سوار طويل مزخرف عادةً وفي الأمثلة القديمة مطعم ومزخرف بالذهب والفضة. يحمل المبارز السلاح عن طريق إمساك العارضة داخل القفاز. يتم تثبيت الكفة بالقرب من الساعد بواسطة شريط أو سلسلة أخرى.

## التاريخ
تم إنشاء الباتا في الهند في العصور الوسطى ،  ويبدو أن استخدام الباتا في الحرب كان مقصورًا في الغالب على القرنين السابع عشر  والثامن عشر  عندما برزت إمبراطورية ماراثا . كان يعتبر سلاحًا فعالاً للغاية لجنود المشاة ضد سلاح الفرسان المدرع بشدة.[بحاجة لمصدر] من المعروف أن حاكم المراثا شيفاجي الأول وقائده باجي برابهو ديشباندي قد تم تدريبهم على استخدام الباتا. عندما هاجم السيد باندا، الحارس الشخصي لمغول أفضل خان ، شيفاجي بالسيوف في معركة براتابجاد ، ضربه جيفا ماهالا، حارس شيفاجي الشخصي، وقتله، وقطع إحدى يدي صياد بالباتا.
أدى الاكتشاف الأخير لنقوش البطل الحجرية إلى دفع العصور القديمة للباتا إلى القرن الثاني عشر.

## الاستخدام
يتم إقران الباتا بشكل شائع إما بدرع أو باتا أخرى، على الرغم من أنه يمكن استخدامها أيضًا مع الرمح أو الفأس أو الحزام. كان المقبض المقيد مناسبًا بشكل خاص لأسلوب المبارزة المتصلب في جنوب آسيا. على الرغم من شكلها، يتم استخدام الباتا في المقام الأول للتقطيع بدلاً من الدفع.  تسمح القبضة الممتدة التي يوفرها الساعد بضربات قوية ولكنها تقيد أي دفعات.  يمكن ملاحظة ذلك في مرداني خيل اليوم وفي الأوصاف الاستعمارية التي تصف تقنيات الغزل ذات الباتا المزدوجة "التي تشبه إلى حد كبير طاحونة الهواء".
تُظهر اللوحات المنمنمة أن سلاح الفرسان كان يستخدم الباتا أيضًا،  مما دفع بعض هواة الجمع المعاصرين إلى الاستنتاج خطأً أن السلاح تم استخدامه للدفع من على ظهور الخيل. ومع ذلك، فإن القيود المفروضة على حركة المعصم كان من شأنها أن تجعل من الصعب إزاحة الباتا من جسد الخصم، والقيام بذلك أثناء ركوب الخيل من شأنه أن يتسبب على الأرجح في سقوط المبارزين من على خيولهم. بل من الأرجح أن الباتا قد استُخدمت في تكتيكات القطع والهرب، التي تميز جيش المراثا. تم ممارسة تقنية القطع عن طريق تقطيع الفاكهة على الأرض مثل الليمون أو الليمون الحامض دون لمس الأرض. كانت هذه ولا تزال طريقة شائعة للتوضيح، وغالبًا ما تستخدم شفرة مرنة لتسهيل الخدعة. يقال أن محاربي المراثا كانوا يؤرجحون الباتا في حركة دائرية مثل الزوبعة عندما يتم تطويقهم قبل أن يسقطوا، وذلك لزيادة الخسائر في صفوف المعارضة إلى أقصى حد. كان من المقرر أن تكون فعالة عندما يتقاتل جنديان معًا.